# خاموشی دریا (فیلم ۱۹۴۹)
خاموشی دریا (فرانسوی: Le Silence de la mer‎) نخستین فیلم بلند ژان-پیر ملویل در مقام کارگردان است که به وسیله استودیو شخصی خودش ساخت و سال ۱۹۴۹ اکران شد. فیلم اقتباسی است از رمانی به همین نام اثر ژان بروله و در خانهٔ خودِ او، خارج از پاریس، فیلم‌برداری شد.ملویل حق اقتباس فیلم را نخریده بود و قرار شد فیلم را به بیست و چهار تن از اعضای نهضت مقاومت فرانسه نمایش بدهند و بعد از رای گیری،یا حق نمایش رسمی به فیلم اعطا شود یا فیلم را بسوزانند.هرچند که بر خلاف قرارداد، جمعی از  روزنامه نگاران و هنرمندانی مثل ژان کوکتو هم در آن جمع حضور داشتند که نارضایتی ورکور را در پی داشت. از بازیگران این فیلم میتوان  هوارد ورنون و نیکول استفان را نام برد.
خاموشی دریا با روایتگری نامتعارف و یگانه‌ای که برای شخصیت فرانسویِ تقریباً خاموش و خواهرزاده‌اش برگزیده، اثری «ضدتصویر» (anti-cinematographic) توصیف شده‌است. این فیلم به‌همراه ارتش سایه‌ها و لئون مورن، کشیش فیلم‌های ژان-پیر ملویل دربارهٔ مقاومت فرانسه به‌شمار می‌روند.
داستان فیلم اینگونه روایت میشود که در زمان اشغال فرانسه توسط آلمان افسری آلمانی به خانه یک پیرمرد و خواهر زاده اش میرود تا در آنجا اقامت کند.صاحبان خانه از این وضع راضی نیستند و این فقط افسر آلمانی است که حرف میزند و پیرمرد و خواهر زاده وی تنها سکوت میکنند.سکوت این دو نمادی از مقاومت فرانسه است. جالب است که افسر از ادبیات و موسیقی و افسوس از جنگ صحبت میکند و در بخشی جالب از صحبت هایش به داستان دیو و دلبر اشاره میکند که شباهتی به خود او و آن دو دارد.در پایان فیلم در کمال تعجب دختر از افسر آلمانی خداحافظی میکند.